# Oxford Town
Oxford Town – piosenka skomponowana przez Boba Dylana, nagrana przez niego w grudniu 1962 r. i wydana na drugim albumie The Freewheelin’ Bob Dylan w maju 1963 r.

## Historia i charakter utworu
Jedna z piosenek Boba Dylana, związana z aktualnym ważnym problemem społecznym, wyrosła z jego zaangażowania się na początku lat 60. XX wieku w ruch praw obywatelskich. Dylan jeździł z innymi działaczami i muzykami na południe USA przekonywać ludzi (głównie Afroamerykanów) do rejestrowania się przed wyborami. Wziął także udział w 1963 r. w marszu na Waszyngton.
Przyczyną napisania tego utworu były problemy z zapisaniem się na studia w University of Mississippi w Oxfordzie pierwszego czarnego studenta Jamesa Mereditha. Zamieszki tym spowodowane wybuchły we wrześniu 1962 r., a Dylan skomponował „Oxford Town” w październiku lub listopadzie tego samego roku.
Nie są znane jakiekolwiek wykonania tej piosenki przed jej rejestracją w wydawcy Dylana - Witmark Music - w listopadzie 1962 r.
6 grudnia nagrał ten utwór w studiu Columbii i 27 maja album został wydany.
Chociaż Robert Shelton twierdzi, że pamięta wykonanie tej piosenki przez Dylana podczas koncertu w Carnegie Hall 26 października 1962 r., spis utworów wykonanych wtedy nie potwierdza jego słów.
Nie jest znane żadne wykonanie tego utworu na jakimkolwiek koncercie Dylana. Prawdopodobnie sam autor uważał, że utwór stracił szybko swoją aktualność i nie musi być już wykonywany. Z drugiej strony, po 1963 r. Dylan zaczął tracić wiarę w jakikolwiek wpływ zaangażowanych piosenek na historię.
Sama piosenka od strony muzycznej jest dość skocznym wiejskim bluesem, na którego kształt - według słów Dylana zapisanych na okładce albumu - wpłynęło to, że była to melodia na bandżo, którą grałem na gitarze.

## Sprawa Jamesa Mereditha[1]
Sprawa Jamesa Mereditha była punktem zwrotnym w ruchu praw obywatelskich.
University of Mississippi (nazywany wtedy i nawet obecnie „Ole Miss”) był wtedy ostoją południowej arystokracji, która nie mogła sobie wyobrazić jakichkolwiek zmian ustalonego układu.
We wrześniu 1962 r. sąd federalny na ten dystrykt nakazał uniwersytetowi przyjąć Jamesa Mereditha jako 'starszego' (ang. senior) przeniesionego studenta. Na czele opozycji stanął rasistowski gubernator stanu Ross Barnett, a po drugiej stronie rozwijający się ruch obywatelski, którego członkowie czuli, że stan Missisipi powinien wreszcie dojrzeć, czego symbolem i początkiem miało stać się przyjęcie na studia Mereditha.
Rząd federalny był zdecydowany wyegzekwować prawo i zachować swój autorytet, chociaż opór ze strony studentów był nawet jeszcze większy niż reszty mieszkańców stanu. Hasłem gubernatora i opozycji stało się słowo „Nigdy”  (ang. never)
30 września zabrał głos sam prezydent John F. Kennedy, nakazując uniwersytetowi zarejestrowanie Mereditha. Rząd wysłał na miejsce 120 zastępców szeryfów, ponad 300 strażników granicznych i około stu strażników z więzień federalnych. Wszyscy oni zostali zgromadzeni na głównym kampusie znajdującym się w miasteczku Oxford.
Tego samego dnia wieczorem przybył James Meredith w otoczeniu 24 federalnych agentów i został ukryty w tajnym pomieszczeniu, podczas gdy tłum śpiewał ang. two, four, six, eight, we ain't gonna integrate! (dwa, cztery, sześć, osiem, nie zintegrujemy się!)
Gdy zapadła noc rozpoczęły się gwałtowne rozruchy. Tłum rzucał butelkami, kamieniami, przewracał samochody, wybijał okna, strzelał z broni palnej zmuszając patrol policji drogowej do odwrotu. Wtedy siły rządowe użyły gazu łzawiącego. W czasie totalnego chaosu, prezydent Kennedy wygłosił przemówienie do narodu, w którym podkreślił, że  Amerykanie są wolni do niezgody na prawo, ale nie do niestosowania się do niego. Powiedział także: Pokażcie, że jesteście patriotami i ludźmi uczciwymi.
Po przywróceniu porządku okazało się, że 160 szeryfów zostało rannych, 28 zostało postrzelonych. Dwie osoby poniosły śmierć. Aresztowano 200 osób.
Następnego ranka James Meredith zarejestrował się jako student uniwersytetu. W następnej godzinie wziął udział w pierwszym wykładzie o historii Ameryki czasów kolonialnych. Latem otrzymał tytuł magistra nauk politycznych. Gdy odbierał dyplom, miał przypięty do tuniki znak „Never” - do „góry nogami”.

## Inne wykonania
- Richie Havens – Electric Havens (1966)
- Barbara Dickson - Don’t Think Twice, It’s All Right (1992)
- Tim O’Brien - Red on Blonde (1996)
- Phil Carmen - Bob Dylan's Dream (1996)
- Michel Montecrossa - Jet Pilot (2000)